# Straßenlauf-Länderkampf der Männer 1964 Schweiz – BR Deutschland – Niederlande
| 1. Leichtathletik-Länderkampf mit bundesdeutscher Beteiligung 1964 | 1. Leichtathletik-Länderkampf mit bundesdeutscher Beteiligung 1964 |
| ------------------------------------------------------------------ | ------------------------------------------------------------------ |
|                                                                    |                                                                    |
| Straßenlauf der Männer: Schweiz – BR Deutschland – Niederlande     |                                                                    |
| Austragungsort                                                     | St. Gallen                                                         |
| Wettbewerbe                                                        | 1                                                                  |
| Datum                                                              | 23. Mai 1964                                                       |
| 1. FRG 2. SUI 3. NLD                                               | 4:59:41,2 h 5:03:36,6 h 5:24:06,4 h                                |
| Chronik                                                            |                                                                    |
| ← letzter LK 1963: 00FRG-FIN-DNK/ISL-NOR- 00POL-SWE 10kampf (M)    | SUI-FRG A-FRG B 10kampf (M) →                                      |

Der erste Vergleich des Länderkampfjahres 1964 war ein Länderkampf im Straßenlauf zwischen den drei Nationen Bundesrepublik Deutschland, Schweiz und Niederlande. Die Begegnung wurde am 23. Mai in der Schweizer Stadt St. Gallen ausgetragen. Auch im letzten Jahr hatte es ein solches Aufeinandertreffen gegeben, allerdings war 1963 in Bad Kreuznach als vierte Nation auch Luxemburg mit dabei. Gewonnen hatte dort das bundesdeutsche Team vor den Niederländern, der Schweiz und Luxemburg.

## Wettbewerbe und Modus
Die Begegnung beinhaltete wie in Straßenlauf-Vergleichen üblich ein Rennen über dreißig Kilometer. In die Wertung kamen die jeweils drei besten Läufer von vier Startern je Nation. Das Resultat ergab sich durch Addition der durch die gewerteten Athleten erzielten Zeiten. Die Niederländer boten nur drei Läufer auf, die somit alle gewertet wurden.

## Ergebnis
Mit den Rängen eins, drei und fünf waren die drei gewerteten bundesdeutschen Vertreter ganz vorne mit dabei und entschieden so diesen Länderkampf mit einem Vorsprung von knapp vier Minuten vor der Schweiz für sich. Mit weiteren zwanzigeinhalb Minuten Rückstand belegten die niederländischen Läufer abgeschlagen den dritten und letzten Platz.

## Resultat

### 30-km-Straßenlauf
| Platz | Athlet            | Land | Zeit (h)  |
| ----- | ----------------- | ---- | --------- |
| 01    | Karl-Heinz Paetow | FRG  | 1:38:52,0 |
| 02    | Guido Vögele      | SUI  | 1:39:00,4 |
| 03    | Gideon Papke      | FRG  | 1:39:36,6 |
| 04    | Oskar Leupi       | SUI  | 1:40:38,0 |
| 05    | Lothar Reinshagen | FRG  | 1:41:12,6 |
| 06    | Joop van de Berg  | NLD  | 1:43:48,6 |
| 07    | Otto Budliger     | SUI  | 1:43:58,2 |
| 08    | Werner Zylka      | FRG  | 1:47:28,8 |
| 09    | Karl Sonderegger  | SUI  | 1:49:03,4 |
| 10    | Hub Weusten       | NLD  | 1:49:03,4 |
| 11    | Theo Roelofs      | NLD  | 1:51:14,4 |